# Canthium glandulosum
Canthium glandulosum là một loài thực vật có hoa trong họ Thiến thảo. Loài này được (Blanco) Merr. mô tả khoa học đầu tiên năm 1928.